# Pristaulacus ruficollis
Pristaulacus ruficollis är en stekelart som först beskrevs av Cameron 1887.  Pristaulacus ruficollis ingår i släktet Pristaulacus och familjen vedlarvsteklar. Inga underarter finns listade i Catalogue of Life.